# St. Veit an der Glan-i járás
A St. Veit an der Glan-i járás Ausztriában, Karintia tartományban található. St. Veit an der Glan-i járás Feldkircheni, Klagenfurtvidéki, Völkermarkti, Wolfsbergi, Klagenfurt am Wörthersee, Muraui és Murtali járásokkal határos. Lakosainak száma 53 880 fő (2021. január 1.).

## A járáshoz tartozó települések
- Althofen
- Brückl
- Deutsch-Griffen
- Eberstein
- Frauenstein
- Friesach
- Glödnitz
- Gurk
- Guttaring
- Hüttenberg
- Kappel am Krappfeld
- Klein Sankt Paul
- Liebenfels
- Metnitz
- Micheldorf
- Mölbling
- Sankt Georgen am Längsee
- Sankt Veit an der Glan
- Straßburg
- Weitensfeld im Gurktal